# خط الثلث

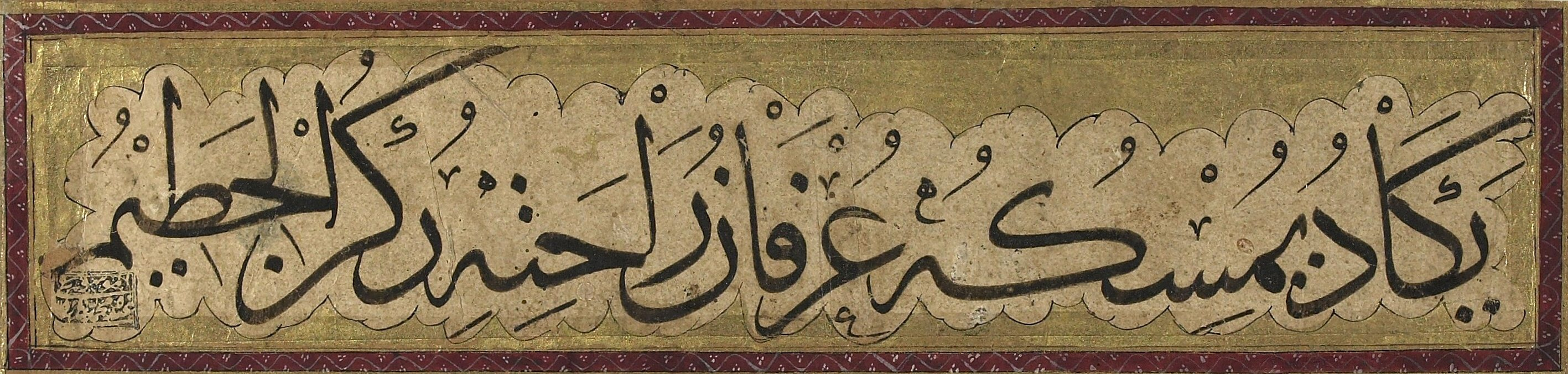
نموذج من خط الثلث

خَطُّ الثُّلُث هو نوع من الخطوط العربية وأول الخطوط العربية المنسوبة، ظهر لأول مرة في القرن الرابع الهجري. وهو من أشهر أنواع الخطوط المتأصلة من الخط النسخي، وسمي بهذا الاسم لأنه يكتب بقلم يُقَطّ محرَّفًا بسُمْك ثلث قطر القلم، لأنه يحتاج إلى كتابة بحرف القلم وسمكه. وهو من أصعب الخطوط العربية من حيث القواعد والموازين، وهو يمتاز بالمرونة ومتانة التركيب وبراعة التأليف.

## أنواعه

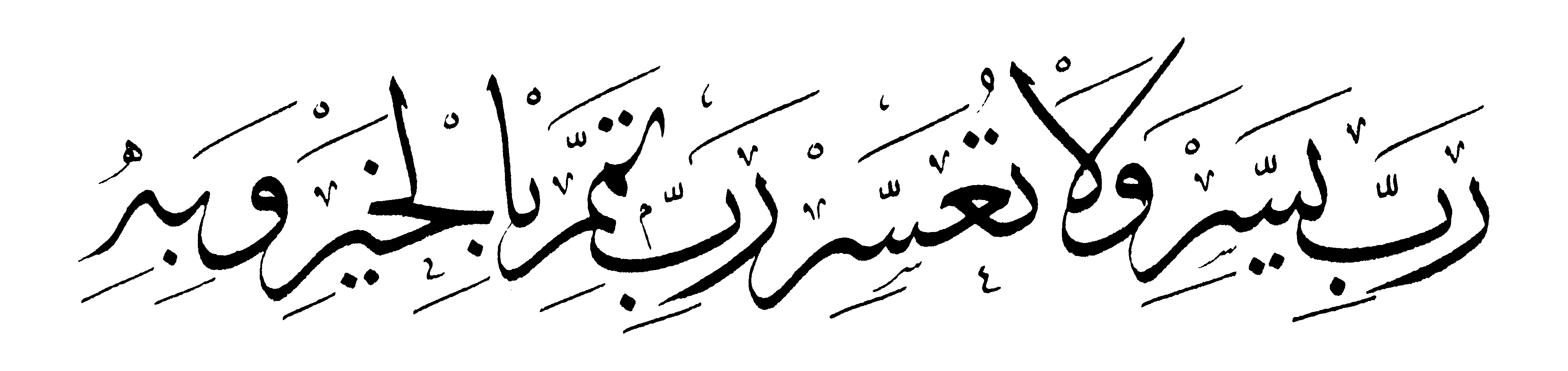
نموذج آخر من خط الثلث

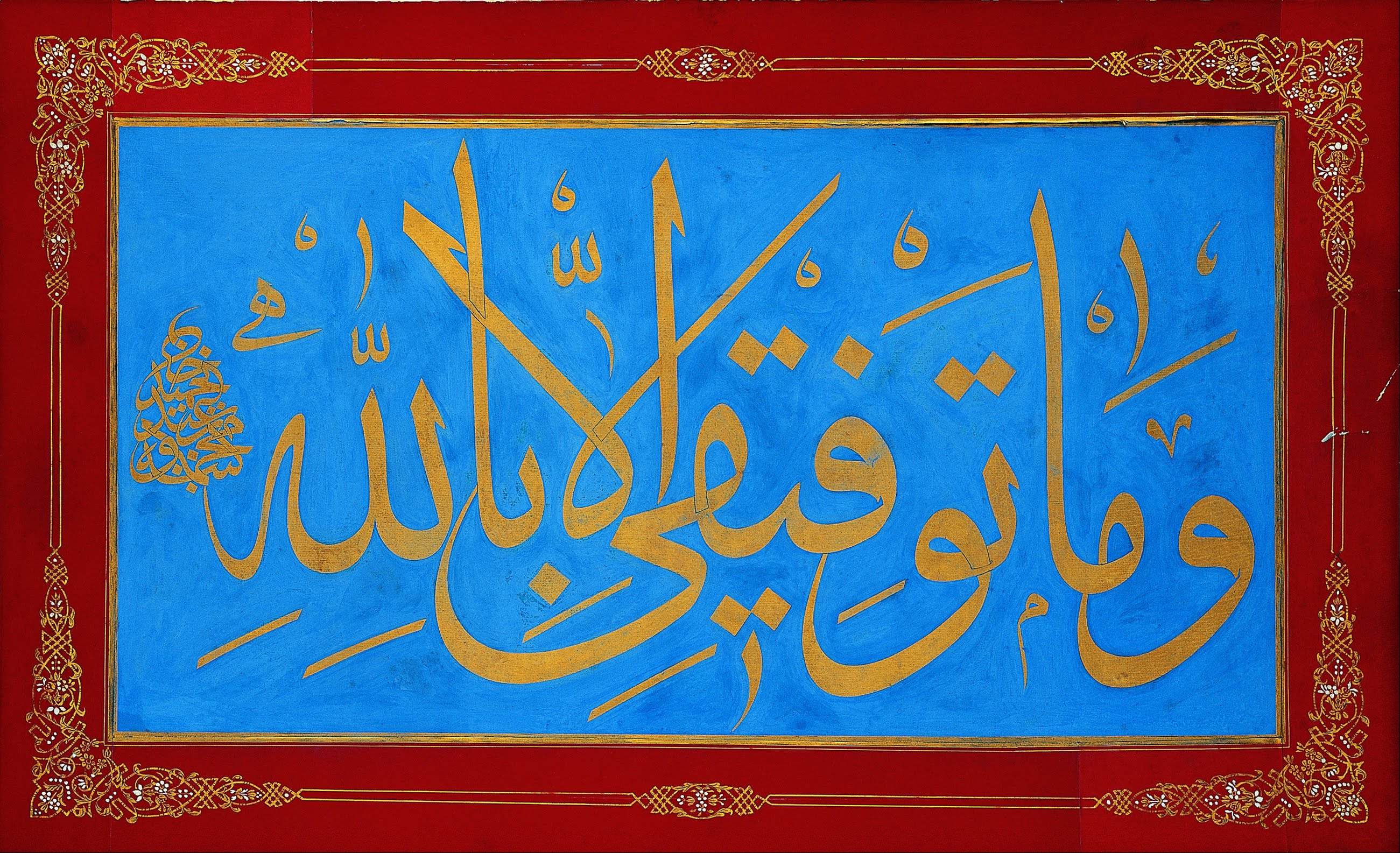
رسم بخط الثلث بيد السلطان محمود الثاني

يقسم خط الثلث إلى ثلاثة أنواع :
1. خط ثلث مفرق.
2. خط ثلث وسط.
3. خط ثلث مشبك.

إضافة إلى:
- خط الثلث الجلي.
- خط الثلث المحبوك.
- خط الثلث الزخرفي.
- خط الثلث المختزل.
- خط الثلث المتناظر.
- خط الثلث المسلسل.

## أصل التسمية

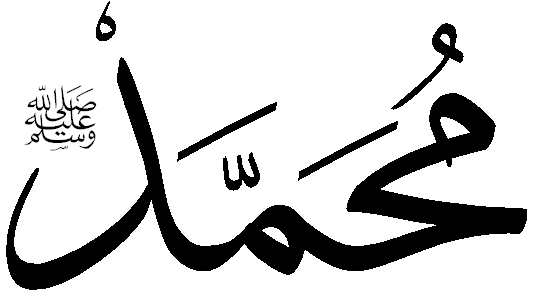
اسم النبي محمد ، مكتوب بخط الثلث ملحوق بالصّلاة والسّلام عليه.

كان العرب يكتبون بخط الطومار، والطومار ورق محدد حجمه وكبير، فيقتضي أن تكون قصبة الخطاط تتناسب وحجم الورقة. إذ كان عرض القصبة 18 شعرة من شعر الحصان التركماني. لكنهم رؤوا أن الخط أعرض ممّا يلزم، فاختصروا ثلثه وأبقوا على 12 شعرة وسموه خط الثلثين، بعده اختصروا الثلث الثاني إلى 8 شعرات وسمي خط الثلث.

## الروابط الخارجية
- الآيات القرآنية (الواقعة: الآيات من السابعة والسبعين وحتى التاسعة والسبعين) في الصفحة الافتتاحية يعود تاريخها إلى القرن الرابع عشر، ويستخدم الثلث النصي، من المكتبة الرقمية العالمية

| الحروف العربية الأصل        | الحروف العربية الأصل | الحروف العربية الأصل | الحروف العربية الأصل | الحروف العربية الأصل | الحروف العربية الأصل | الحروف العربية الأصل | الحروف العربية الأصل | الحروف العربية الأصل | الحروف العربية الأصل | الحروف العربية الأصل | الحروف العربية الأصل | الحروف العربية الأصل | الحروف العربية الأصل | الحروف العربية الأصل | الحروف العربية الأصل | الحروف العربية الأصل | الحروف العربية الأصل | الحروف العربية الأصل | الحروف العربية الأصل | الحروف العربية الأصل | الحروف العربية الأصل | الحروف العربية الأصل | الحروف العربية الأصل | الحروف العربية الأصل | الحروف العربية الأصل | الحروف العربية الأصل | الحروف العربية الأصل |
| --------------------------- | -------------------- | -------------------- | -------------------- | -------------------- | -------------------- | -------------------- | -------------------- | -------------------- | -------------------- | -------------------- | -------------------- | -------------------- | -------------------- | -------------------- | -------------------- | -------------------- | -------------------- | -------------------- | -------------------- | -------------------- | -------------------- | -------------------- | -------------------- | -------------------- | -------------------- | -------------------- | -------------------- |
| ألف                         | باء                  | تاء                  | ثاء                  | جيم                  | حاء                  | خاء                  | دال                  | ذال                  | راء                  | زاي                  | سين                  | شين                  | صاد                  | ضاد                  | طاء                  | ظاء                  | عين                  | غين                  | فاء                  | قاف                  | كاف                  | لام                  | ميم                  | نون                  | هاء                  | واو                  | ياء                  |
| تاريخ · اشتقاق · خط · تشكيل |                      |                      |                      |                      |                      |                      |                      |                      |                      |                      |                      |                      |                      |                      |                      |                      |                      |                      |                      |                      |                      |                      |                      |                      |                      |                      |                      |